# Ein Reihenhaus steht selten allein
Ein Reihenhaus steht selten allein ist eine deutsche Filmkomödie des Regisseurs Titus Selge und des Drehbuchautors David Ungureit aus dem Jahr 2014. Die Hauptrollen spielen Stephan Luca, Ulrike C. Tscharre und Felicitas Woll.
Erstmals ausgestrahlt wurde der Film am 29. Mai 2014 im ZDF. Aufgrund seines Quotenerfolgs von 5,1 Millionen Zuschauern erfolgte 2016 mit Neues aus dem Reihenhaus eine Fortsetzung. Zur Erstausstrahlung schrieb das ZDF: „Jan und Anne Börner haben sich ein Reihenhaus gekauft. Nun erwarten die beiden zahlreiche Überraschungen. Denn leider hat man keinen Einfluss darauf, wer das Anwesen direkt neben einem erwirbt. Die Eltern des achtjährigen Lukas und der 15-jährigen Lisa bekommen aus dem Nachbarhaus ungefragt tolle Ratschläge zur Mülltrennung, zum Parkverhalten, zur Vorgartenbegrünung und zur Kindererziehung.“

## Handlung
Der weltoffene Grafikdesigner Jan und die Scheidungsanwältin Anne Börner ziehen gemeinsam mit ihren beiden Kindern, der fünfzehnjährigen Lisa und dem achtjährigen Lukas, in ein 125 Quadratmeter großes Haus in einer Reihenhaussiedlung in einem Frankfurter Vorort. Ihre neuen Nachbarn sind chronisch neugierig, jeder Schritt der einzelnen Familienmitglieder wird kritisch beäugt. Auch scheuen die Nachbarn nicht davor zurück, die Börners mit ihren Problemen zu behelligen und ihnen ungefragt Ratschläge zu erteilen, sei es zur Kindererziehung, zur Vorgartengestaltung oder was auch immer. Da Jan als Selbstständiger seinen Beruf – er zeichnet Comics und Werbefiguren – von zu Hause aus ausübt, wird er als Einziger tagsüber anwesender Mann in der Siedlung von den zu Hause weilenden Frauen geradezu belagert. Jan fühlt sich zunehmend von der nervigen Nachbarschaft gestört. Der unmittelbar neben der Familie wohnende Nachbar Werner Matzerath geht ihm dabei besonders auf die Nerven. Von seinem Grundstück weht ständig ein penetranter Fischgeruch herüber. Matzerath ist selbstgefällig und meint, über seine Frau verfügen zu können, wie es ihm beliebt.
Als in eines der Nebenhäuser Stefan Binz einzieht, ist Jan mehr als überrascht, in dessen Lebensgefährtin seine erste große Liebe Maren Köhler wiederzuerkennen, auch wenn er das gegenüber seiner Frau herunterspielt. Mit Maren teilte er seinerzeit seine Liebe für Mangas. Eines seiner Pieces ziert sogar ihren Rücken. Es geht Jan zunehmend auf die Nerven, dass er kaum noch zum Arbeiten kommt, weil es dauernd an seiner Tür klingelt. In dieser von ihm als wenig befriedigend empfundenen Lage ist Maren so etwas wie ein Lichtblick für ihn in der Grünfelder Siedlung. Da Maren deutlich macht, dass sie nichts dagegen hätte, ihre damalige Beziehung mit Jan wieder aufleben zu lassen, ist es für ihn umso schwerer, ihr zu widerstehen.
Eines Abends gibt es einen heftigen Streit zwischen Jan und seiner Frau Anne. Als Jan verärgert nach Frankfurt in eine Kneipe abhauen will, wird er, kaum ist er vor die Tür getreten, mit einem Faustschlag niedergestreckt und dann auch noch mit einem Aal geschlagen. Matzerath macht ihn dafür verantwortlich, dass seine Frau Kerstin sich von Anne hat beraten lassen und nun die Scheidung will. Ganz übel kommt es für den Kraftmeier, als seine Frau ihn auf Annes Rat hin aus dem Haus hinauswirft, das er ihr aus Steuergründen überschrieben hatte. Als er tatsächlich auszieht, will noch nicht einmal sein Schäferhund Blondie mit ihm gehen.
Gerade als Jan sich fast dazu entschlossen hat, sich doch auf Marens Verführungsversuche einzulassen, schreckt der Ruf des Nachbarsjungen, es sei etwas passiert, ihn auf. Lukas ist vom Trampolin gestürzt. Im Krankenhaus wird eine Gehirnerschütterung diagnostiziert. Kurz darauf erzählt Anne ihm, dass sie mit ihrem jungen Kollegen Sascha geschlafen habe. Sie wünschte, es wäre nicht passiert, aber es sei nun einmal so. Halb angetrunken bittet Anne ihren Mann etwas später in rührender Form um Entschuldigung.
Während Jan sich entschlossen hat, nun doch die obligatorische Einzugs-Grillparty zu geben, zieht Maren aus der Siedlung aus. Sie habe erkannt, meint sie Abschied nehmend zu Jan, dass das alles einfach nichts für sie sei. Eine besondere Überraschung hat Anne noch für ihren Mann: Sie hat sein Manuskript, das die Nachbarn in der Siedlung karikiert, heimlich an einen Verlag geschickt, und es sieht ganz so aus, als sei man dort an einer Zusammenarbeit sehr interessiert. Während die Party noch läuft, fährt ein Möbelwagen vor und alle rufen im Chor: „Das sind die Neuen!“ Eine Familie winkt ihnen zu und Anne erkennt in dem näherkommenden Mann ihren früheren Freund Sven.

## Produktion

### Produktionsnotizen
Ein Reihenhaus steht selten allein wurde vom 15. Mai bis zum 19. Juni 2013 in Frankfurt-Riedberg und Umgebung gedreht. Produziert wurde der Film von der U5 Filmproduktion GmbH & Co. KG. Die Redaktion für das ZDF lag bei Caroline von Senden und Esther Hechenberger.

### Soundtrack
- Lee Hazlewood & Bela B. mit The First Song of the Day
- Quadro Nuevo mit unter anderem Prinzessin Josefina, Tu vuò fà l’americano, Nature Boy, Tango Gosselin, Mocca Swing
- Elle King mit Playing For Keeps
- Silver Convention mit Fly, Robin, Fly
- Snap! mit The Power
- MS MR mit Hurricane
- Tom Odell mit Can’t Pretend

### DVD
Der Film wurde zusammen mit dem Nachfolgefilm Neues aus dem Reihenhaus am 5. August 2016 vom Studio Hamburg Enterprises auf DVD herausgegeben.

## Rezeption

### Einschaltquote
Bei seiner Erstausstrahlung im ZDF am 29. Mai 2014 erreichte der Film 5,10 Millionen Zuschauer. Der Marktanteil lag bei 16,7 Prozent.

### Kritik
Die Kritiker der Fernsehzeitschrift TV Spielfilm zeigten mit dem Daumen nach oben, vergaben für Action und Spannung je einen von drei möglichen Punkten, für Humor zwei und zogen das Fazit: „Trotz schräger Typen recht nah am Leben.“
Das Lexikon des internationalen Films befand: „Brachial mit Klischees der Vorstadt spielende (Fernseh-)Liebeskomödie. – Ab 12.“
Rainer Tittelbach gab dem Film auf seiner Seite tittelbach.tv 4½ von 6 möglichen Sternen und sprach von einer „irrwitzigen Alltagskomödie“. „Dramaturgisch und komödientechnisch“ zeige „dieser elegant zwischen Sozialsatire und Charakterkomik pendelnde Dauerschmunzler Klasse. Die Kreisstruktur der Erzählung korrespondiert perfekt mit dem realen Hamsterrad-Alltag.“ Autor David Ungureit finde „griffige Bilder für diesen sich selbst kontrollierenden Mikrokosmos“. Weiter schrieb Tittelbach: „Aus diesem System ‚Grünfeld‘ gibt es kein Entrinnen; es sei denn, man packt seine sieben Sachen und verlässt diese ‚Vorstadt-Idylle‘. Die Siedlung siegt immer. Da liegen Realität und Dramaturgie nah beieinander.“ Der Film habe „alles, was eine gute Komödie“ brauche: „sympathische Charaktere, ein vielschichtiges Drehbuch, eine Inszenierung, in der sich die Schrägheit der Story widerspiegelt[,] und eine Palette an komischen Tonlagen, die von Sozialsatire über Slapstick bis zur Charakterkomik reicht; darüber hinaus flottes Tempo und gutes Timing.“ Die Besetzung sei „superb“. Da sei „der deutsche Cary Grant: Stephan Luca, da die Ehefrau, die zur sexlosen Kameradin geworden ist: Ulrike C. Tscharre – und schließlich Felicitas Woll als verführerisch blickender Männertraum“.
Oliver Jungen bewertete den Film in der Frankfurter Allgemeinen und erläuterte, es sei „eine Illusion“, zu glauben, „der Einzige in seinem Eigenheim zu sein“. Diese „neuerdings meist in Lego-Bauweise sprießenden Mittelschicht-Siedlungen“ seien „keine Rückzugsorte, sondern Wohngemeinschaften der autoritärsten Sorte“. Der „kleinste gemeinsame Nenner“ laute, „jeden Individualismus so weit zu nivellieren, dass er säuberlich unter den Carport“ passe. Das ZDF habe nach einem Drehbuch von David Ungureit „eine charmant kluge und oftmals hinterrücks witzige Komödie“ drehen lassen. Ein „schöner Spaß“ sei das gewesen, „Stephan Luca als heimarbeitenden Familienvater, der sich aus Abscheu vor all der Spießigkeit, auch der eigenen, in die Arme seiner Ex-Geliebten (Felicitas Woll) hätte flüchten können – und es doch nicht wirklich“ getan habe.